# Bella Festa de la Vall
La Bella Festa de la Vall o Festa de la Vall va ser una de les més populars i importants festes de l'antic Egipte. Se celebrava anualment a Tebes des que la va implantar Mentuhotep II, de la dinastia XI de l'Imperi Mitjà, fins a l'època romana.Era una festa estatal, ja que hi participava el faraó i la seva família, i una festa funerària, dedicada als morts. Començava durant la lluna nova del segon mes de la recol·lecció, Paini. El mateix rei era l'encarregat del ritual com a intermediari entre els vius i els morts.

## Celebració
La bella festa de la vall era una celebració dels difunts, i podria ser més antic que el Festival Opet, ja que es remunta a l'Imperi Mitjà. Es deia que es celebrava com a record dels morts, des de l'inici de l'Imperi Mitjà. Tanmateix, quan es va unir a la Festa d'Opet, la santa processó es va convertir en l'esdeveniment principal del calendari litúrgic de Tebes. El festival anual es va celebrar a la Lluna Nova del segon mes de la temporada de collita Shemu. Aquest va ser el desè mes d'un calendari de 12. Durant el regnat d'Hatshepsut va dur a terme tant l'Opet com La bella festa de la vall a Amon.
Hi va haver una gran processó a l'inici del festival que podia durar diversos dies. Va ser una ocasió alegre i acolorida per a la gent de Tebes. La processó seria dirigida per Amon, des de l'Est (sol naixent, nova vida, direcció dels vius) fins a l'oest (sol que es pon, terra dels morts). Una estàtua o imatge d'Amon, decorada amb un coll ample i un disc solar, seria conduïda pels sacerdots pel Nil en un vaixell cerimonial o barca. A continuació, aquesta barca es col·locaria en un vaixell conegut com a Userhet que estava cobert d'or i materials preciosos. Aquest Userhet seria seguit per vaixells per a Mut i Khonsu per formar la Tríada tebana. La processó va procedir al Temple dels Milions d'Anys del Rei, on la gent del poble sacrificava menjar i beguda, així com flors a la flotilla de vaixells. Es presentaran grans quantitats de flors, ja que la cultura egípcia creu que les flors es van omplir de l'essència de la divinitat. Aleshores, la gent del poble va portar aquestes flors a les tombes dels seus familiars per presentar els seus respectes i assegurar la renaixement de l'esperit del difunt. Bevien i dormien a les tombes del difunt mentre diferents nivells de consciència beneïen els morts i els acostaven a Déu. El santuari d'Amon va ser introduït al Djoser-djoseru per reafirmar el vincle entre el rei dels déus i el rei del poble.
La festa va canviar al llarg dels anys. Al principi, la processó se celebrava només entre el temple de Karnak i Deir el-Bahari, però després la ruta es va anar fent més extensa, i visitava altres necròpolis i temples funeraris, com el Ramesseum.
Les barques sagrades d'Amon, la seva dona Mut i el seu fill Jonsu, deixaven el temple de Karnak per visitar els temples funeraris dels reis morts a la riba oest del Nil, i els seus santuaris en la necròpolis tebana.
L'estàtua d'Amom era portada a coll en processó cerimonial des del santuari de Karnak fins a la vora del Nil, on s'embarcava per creuar a la riba occidental, i des d'allà era portada a coll, parant en diferents capelles el reposador de la barca, on descansava i es realitzaven diferents rituals, abans d'arribar a la vall sagrada de Deir el-Bahari i el temple d'Hathor del temple d'Hatshepsut. D'aquesta manera, el temple de Karnak i el temple funerari d'Hatshepsut es connectaven físicament i simbòlica, com un eix que unia el món dels vius amb el món dels morts. Amon, d'aquesta manera, visitava el món d'ultratomba i els que allà eren presents podrien beneficiar-se de la seva força regeneradora.
Al rei i la seva família, els acompanyaven egipcis que tenien enterrats a l'altra riba (riba dels morts) els seus ancestres per honrar i presentar ofrenes. Allà tenien lloc celebracions i banquets funeraris, i es dipositaven òstracons amb oracions i peticions al déu perquè atengués les seves súpliques.
Al vespre, la reina i els sacerdots col·locaven ritualment quatre torxes en les quatre cantonades del reposador de la barca, on s'havia col·locat la barca amb l'estàtua de la divinitat. D'aquesta manera, s'il·luminaven els quatre punts cardinals i es vencia les tenebres i, amb aquestes, les forces negatives que amenaçaven l'estabilitat de la divinitat. Després, realitzaven una ofrena de quatre grans gots de llet que garantien la pau i l'aliment del déu i, sobre aquests gots, es col·locaven les torxes. Amb aquesta litúrgia, s'interpretava que la divinitat era present, no sols en aquest temple, sinó també en les necròpolis, protegint els difunts i els seus familiars. A l'alba, s'apagaven les torxes i es donava per conclòs aquest ritual. La festa s'acabava quan es tornava en processó al lloc d'origen, a la riba oriental del Nil, la riba dels vius. Amon havia aconseguit revitalitzar les seves forces, vèncer novament la mort i reforçar la connexió entre vius i morts.
Hi ha moltes escenes pròpies de la Bella Festa de la Vall, sobretot a la tomba de Nakht. Com a esdeveniment alegre i popular, hi apareixen multitud de figures, com ara funcionaris, músics, cantants o ballarines. Durant els banquets funeraris, es representen personatges que aspiren la fragància del lotus blau egipci. Aquestes plantes, de les quals s'extreuen substàncies amb propietats psicoactives, poden haver estat utilitzades en rituals propis d'aquestes festes per a potenciar la comunicació entre els vius i els morts.
L'esperit d'aquesta festa té una semblança evident en el món cristià amb la del dia de Tots Sants.

## Galeria d'imatges

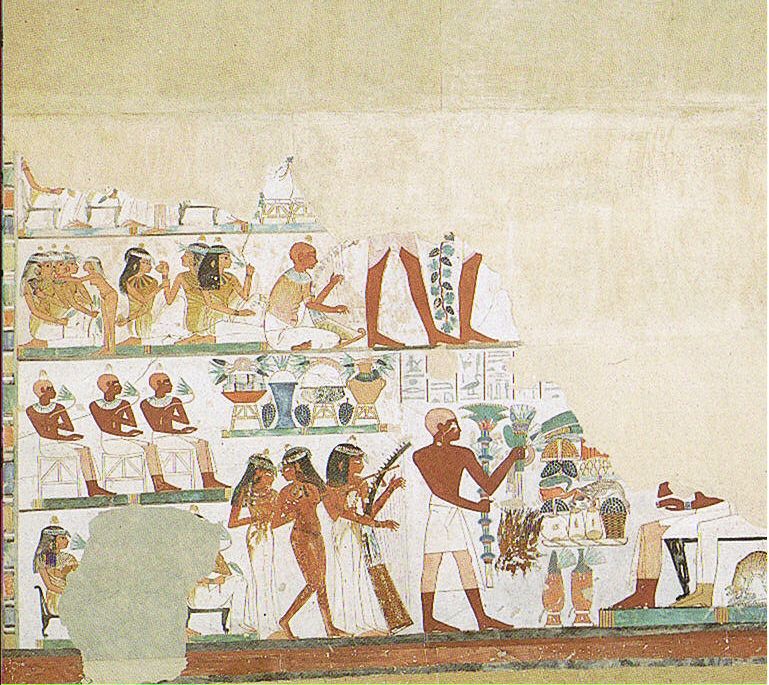
La Bella Festa de la Vall. Tomba de Nakht
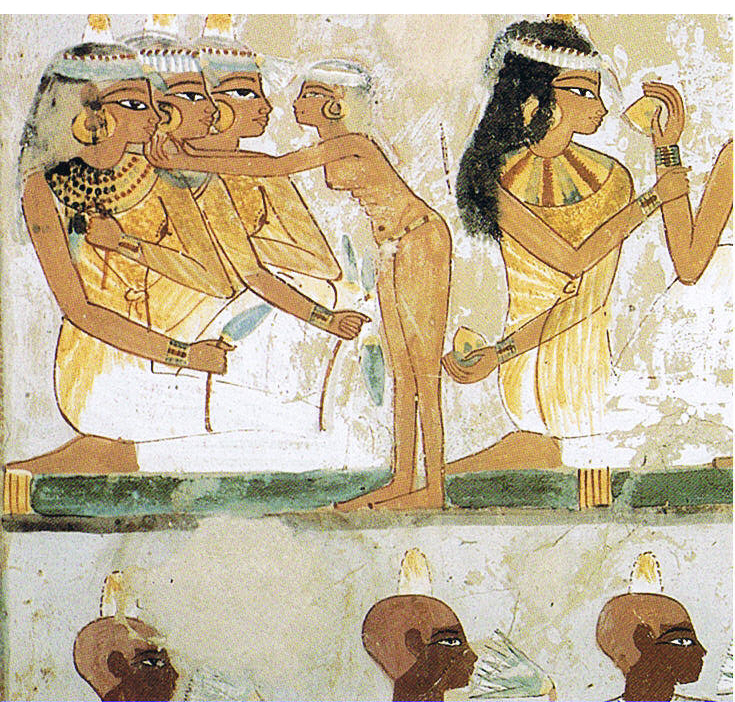
Dones egípcies durant el festival. Tomba de Nakht
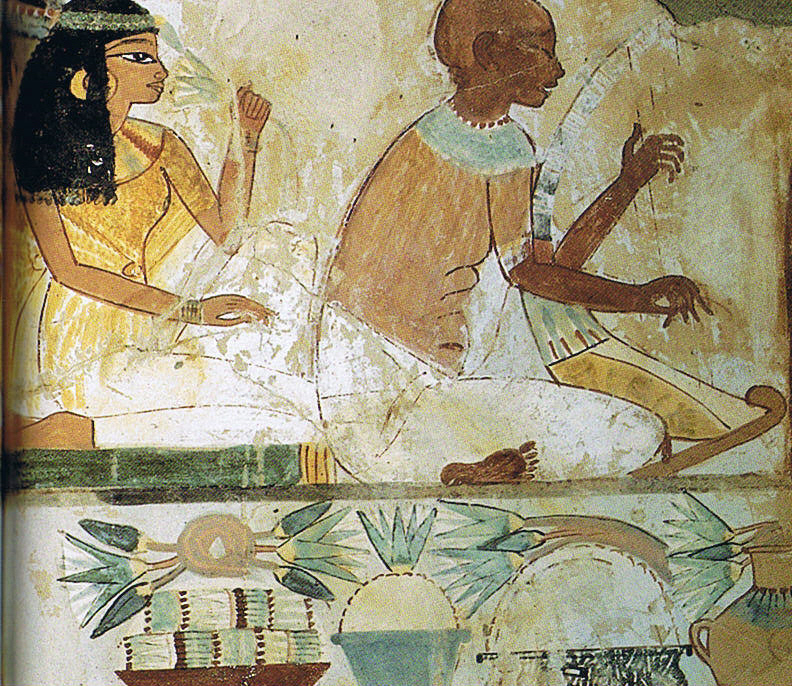
Dona aspirant un lotus blau i arpista en banquet funerari. Tomba de Nakht